# La Porte des anges
 (janvier 2020).
La Porte des Anges est une tétralogie de romans fantastiques écrite par Michael Dor, édité par Médiaspaul. Le premier ouvrage est sorti en 2006. La série a fait l'objet d'une adaptation en bande-dessinée en 7 tomes.

## Auteur
Michael Dor, de son vrai nom Jean-Christophe Thibaut, est né le 2 juin 1960 à Lille. Après des études de psychologie, il se convertit au christianisme et est ordonné prêtre. Il devient professeur d'histoire des religions après une formation à Rome. À Rome, il fut aussi accompagnateur d'adolescents délinquants et s'est occupé de gitans. En 2012 il a sorti une nouvelle trilogie, le miroir de vérité. Il officie également comme aumônier dans la région de Metz. C'est un spécialiste des courants ésotériques.

## Synopsis
Jean-Baptiste Carmes est un adolescent normal, aux yeux vairons, élevé seul par sa mère dans la petite ville de Tournon-sur-Vise. Un soir, il voit dans son jardin, par la fenêtre de sa chambre, deux personnages se battre pour un adolescent. Mais les combattants s'enfuient dès qu'ils se voient repérés par Jean-Baptiste. Ils oublient cependant un vieux clou sur le sol.
Avec l'aide de son amie Lucie, de Philippe, le parrain de celle-ci, et du moine Athanase, il découvrira que ce clou n'est autre que l'un des trois clous de la croix du Christ, qui permettent d'ouvrir les Portes des Anges, points de passage entre le monde physique et le monde spirituel. Il va alors se voir attribuer par les Anges, et avec leur aide, de délicates missions essentielles pour l'avenir de l'humanité.

## Genre
La Porte des anges peut s'inscrire dans la lignée de Harry Potter, en offrant une dimension plus catholique à la trame. Preuve en est que Michael Dor s'est sans aucun doute inspiré du physique de Voldemort pour représenter l'Adversaire (on peut noter certains points de ressemblance physique entre les deux personnages). Cependant, beaucoup d'éléments de La Porte des anges n'ont que très peu ou pas du tout été inspiré de l'univers d'Harry Potter. C'est le cas du thème des voyages temporels, thème peu exploité par J.K. Rowling dans son œuvre, malgré quelques allusions.
Il s'agit donc d'une série littéraire fantastique.

## Liste et résumés des romans
La série comporte quatre romans qui sont:
1. Le Complot d'Éphèse (2006)
2. La Quatrième Clé (2007)
3. Les Cavaliers du chaos (2008)
4. La Morsure du temps (2009)

### Le complot d'Éphèse
Dans le premier tome de la série, Le complot d'Éphèse, Jean-Baptiste apprend l'existence des anges et des démons après avoir observé, sous son cerisier, une bataille entre l’Adversaire (Satan) et l’Archange Michel qui se disputent un adolescent venu d’un autre temps, nommé Euthyque, autrefois proche de Saint Paul. Il rencontre le Frère Athanase, moine bénédictin qui est en fait le Gardien de le Porte des Anges et donc supérieur d'un ordre secret qui protège les différentes Portes des Anges disséminées à travers le monde et permettant d'accéder au monde des anges, mais aussi de pouvoir voyager dans le temps (ce qu’a fait Euthyque en se rendant dans l’époque de Jean-Baptiste). Au cours du livre, Jean-Baptiste rencontre également les Archanges (Michel, Raphaël et Gabriel) qui lui apprennent l'existence d'un complot visant à assassiner Saint Paul à Éphèse et manigancé par l'Adversaire.  Si le complot était mené à son terme alors le passé et l'Histoire en seraient considérablement modifiés, apportant dans le monde actuel le chaos. C'est pourquoi Euthyque, l'adolescent fait prisonnier par l'Adversaire sous le cerisier, avait reçu la mission de prévenir Paul mais au lieu de ça, a pris la clé appartenant à saint Pierre pour aller au XXIe siècle à la rencontre de Jean-Baptiste pour une raison inconnue.
Revenu à son époque, Jean-Baptiste est confronté à plusieurs évènements graves. Son amie Lucie est enlevée par des démons et emmenée captive chez un mage, Paracelse, dans le passé, en 1525, à Paris. Jean-Baptiste, avec l'aide de Coctel (alias 007), un enquetange un peu loufoque admiratif des films James Bond qui le pousse à prendre un accent anglais et de nombreux accessoires pour sa mission, parvient à la retrouver et à la libérer.  Il parvient également à retrouver Euthyque, emprisonné chez Faust, et s'aperçoit qu'il est son sosie parfait (détail qu'il n'avait pas remarqué pendant la bataille entre Saint Michel et Satan sous le cerisier). Il ramène Euthyque et Lucie dans le monde des anges et s’apprête à partir sauver saint Paul mais apprend que sa mère est au même moment brutalement interrogée par des narcotrafiquants à la recherche de Roger, l'oncle de Jean-Baptiste qui a été impliqué dans de sales affaires. Une opération de sauvetage est lancée mais c'est Roger qui, finalement, met fin au supplice de Laurence Carmes en menaçant ses anciens complices. Jean-Baptiste et ses amis refont un voyage dans le temps pour, cette fois, sauver Paul du complot.
Jean-Baptiste découvre que son rôle dans toute cette histoire était d’aider Euthyque dans sa mission de sauver Paul en se faisant passer pour Euthyque, du fait de cette ressemblance entre les deux garçons. Alors que ce dernier fait diversion pour attirer hors de Paul les ennemis de celui-ci, c’est Jean-Baptiste qui contacte le saint, se présentant sous le nom de son ami. Paul pense voir Euthyque, qu’il connaît bien, et accepte d’éviter l’escale d’Ephèse, la ville dans laquelle il devait tomber dans un piège. Une fois Paul sauvé et leur mission terminée, Jean-Baptiste et Lucie retournent dans leur temps, laissant Euthyque à son époque. Plus tard, Jean-Baptiste retrouve la trace de son père, grâce à un message qu'Euthyque lui avait transmit de la part de Dieu, Jean-Pierre Marcellin, qu’il ne connaissait pas, sa mère et lui s’étant séparés sans jamais se revoir.  L’Adversaire, ayant pris l’apparence de Jean-Pierre, essaye de tuer Jean-Baptiste, mais n’y arrive pas, le Frère Athanase et Philippe (le parrain de Lucie) survenant in extremis sauver l’adolescent et chasser le démon. Le livre se termine alors que Jean-Baptiste apprend qu’il est né sous X et que Jean-Pierre va retrouver Laurence Carmes à l'hôpital.

### La Quatrième Clé
Le deuxième tome de la série commence par relater l'étrange cauchemar qui hante les nuits de Jean-Baptiste depuis plusieurs semaines. Il rêve d'une sombre grotte dans laquelle se rassemblent l'Adversaire et une grande partie de ses démons. Plus tard, le Frère Athanase lui parle d'une sombre prophétie en relation avec le quatrième clou de la croix du Christ. Ce clou aurait été volé par une gitane mais, maudit, il a dû être conservé précieusement par Sainte Sarah pour éviter qu'il ne tombe entre les mains de l'Adversaire. Le cas contraire, les conséquences sur l'humanité en seraient désastreuses. À cause d'un étrange symbole sur sa main, Jean-Baptiste est reconnu par une gitane de son quartier comme désigné par la prophétie comme celui qui doit retrouver le quatrième clou et le recacher à nouveau. Cette quête s'annonce d'autant plus difficile que l'Adversaire a dissimulé un traître dans son entourage. Jean-Baptiste, devant cet état de fait, en arrive à suspecter Lucie et même son père. De plus, grâce à un crâne de cristal que détient le traître, l'Adversaire peut lire sans difficulté les pensés de Jean-Baptiste lorsque celui-ci est en colère.
Jean-Baptiste et Lucie profitent d'une voyage scolaire vers Rome pour  enquêter mais la sentinelle qui leur a été fournie pour les aider est  blessée par un coup de feu. Les Archanges les orientent alors vers un jeune gitan qui était un vieil ami de Jean-Baptiste. Il leur permet de rencontrer le "Roi des gitans" un Italien qui a hérité du rôle de protecteur des gitans mais qui se borne à prêter attention à leurs besoins. Il leur raconte une légende selon laquelle saint Sarah aurait été la fille du forgeron ayant fourni les clous de la Croix du Christ. Ce dernier est mort au cours du grand incendie qui a ravagé Rome. L'enquetange Coctel qui a reçu la mission de les protéger sous l'identité de l'un de leurs camarades de classe leur suggère d'aller voir directement cet homme. Ayant reçu l'approbation des Archanges, ils se retrouvent dans la Rome antique de Néron livrée aux flammes. Jean-Baptiste retrouve Euthyque, qui, entre-temps, a grandi. Avec son aide, Lucie et Jean-Baptiste retrouvent la trace du clou maudit, ce qui les conduit jusqu'aux Saintes-Marie de la Mer, ville où reposent les restes de Sainte Sarah. Ce sont près d'eux que Jean-Baptiste découvre le quatrième clou. Emmené dans des pyramides mayas par 007, il y retrouve la grotte de son cauchemar. Il apprend que le traître se trouve être 007, qui l'a trompé en l'entraînant dans ces temples amérindiens. Jean-Baptiste y trouve l'Adversaire réunis avec ses plus fidèles serviteurs, et le Démon le force à lui donner le quatrième clou. Jean-Baptiste est sauvé là encore in extremis par le Frère Athanase qui combat l'Adversaire. 007 est tué, traversé par le crâne de cristal, et Jean-Baptiste, grâce au clou, arrive à vaincre l'Adversaire qui est réduit temporairement en cendres. Finalement, il apprend que c'est Lucie qui devra prendre la relève de Sainte Sarah et conserver le clou maudit.

### Les Cavaliers du chaos
Un éminent archéologue John Frost a découvert les restes d'une très vieille communauté chrétienne du Ier siècle. Il a retrouvé un codex, un témoignage écrit racontant la vie de la communauté et un vieil exemplaire de l'Apocalypse trafiqué par l'Adversaire pour semer le trouble. Jean-Baptiste et Lucie sont invités à une réunion de sentinelles où ils apprennent cette découverte et également qu'Euthyque faisait partie de cette communauté. Ils doivent retrouver des documents apportant la preuve que le manuscrit trafiqué de l'Apocalypse est faux. Ils sont troublés par une illustration montrant un homme ressemblant à Euthyque poignarder un autre homme de la même apparence. Ils découvrent que ce sont les Cavaliers du Chaos, une secte du Ier siècle, qui ont trafiqué ce manuscrit, y faisant la gloire de l'Adversaire et affirmant qu'il dominera le monde à la fin des temps. 
Le frère Athanase a été empoisonné et c'est Philippe qui assure l’intérim le temps qu'il se remette. Il établit un plan pour envoyer Jean-Baptiste prendre la place d'Euthyque au sein de la communauté pour convaincre ses compagnons que l'Apocalypse en leur possession a été trafiquée pendant qu'Euthyque prendrait la place de Jean-Baptiste au XXIe siècle.  Lors de cette mission, Jean-Baptiste sème la confusion et certains amis d'Euthyque le croit possédé. Il est fait prisonnier par les Cavaliers du Chaos et drogué pour révéler tout ce qu'il sait. Pendant qu'il est secouru, la drogue le pousse à attaquer Euthyque venu à son aide sous les yeux des amis de ce dernier. Finalement, Euthyque la mission est un demi succès. L'apocalypse trafiquée sera cachée jusqu'à sa découverte par John Frost et une page du codex où la vérité est révélée est mise en lieu sûre sous la protection de l'archange saint Michel. Les sentinelles découvre que cet endroit se trouve aux environs Mont Saint-Michel et précisément au Mont Gargan. Jean-Baptiste, Lucie et le prêtre italien qui devait les aider au tome 2 commencent la chasse au trésor où ils sont interrompus par d'autres Cavaliers du chaos, une secte sataniste moderne qui récupère le manuscrit devant rétablir la vérité. Avec l'aide des anges, ils le reprennent et le frère Athanase guéri va à la rencontre de John Frost pour le lui apporter. L'archéologue est atterré d'apprendre que le manuscrit qu'il a découvert est un faux.
Jean-Baptiste découvre également ses vraies origines au cours du livre, apprenant qu'il est le fils de quelqu'un d'autre à cause d'un échange de bébés effectué par une ancienne infirmière sur ordre de l'Adversaire qui voulait tuer Jean-Baptiste à son plus jeune âge pour l'empêcher de nuire à son plan comme il l'a fait. De plus, un étrange personnage venu du futur s'immisce dans la vie de Jean-Baptiste, l'ayant protégé contre une agression mais étant également responsable de l'empoisonnement du Frère Athanase qui devra désormais rester en fauteuil roulant.

### La Morsure du temps
Le dernier tome suit la trace de Lolater, l'étrange visiteur du futur qui apparaît dans Les Cavaliers du chaos et détestant sa vie. Il a découvert le clou que Lucie a laissé à la garde de ses descendants ainsi qu'un manuscrit de Jean-Baptiste racontant ses aventures. Il croit être le descendant de Jean-Baptiste et de Lucie. Il ne croit d'abord qu'à un récit fantastique écrit par son ancêtre et jamais publié avant de comprendre qu'il s'agit de la réalité. Assez enthousiaste, il est parti dans le passé à la rencontre de ses ancêtres mais en était empêché par des anges. Malheureux, il est au départ tiraillé entre sa colère contre Jean-Baptiste qu'il accuse d'être à l'origine de son existence, une certaine curiosité et un désir de fuir son époque. Après une rencontre explosive due au caractère entêté de Lucie et de Lolater, il part furieux et provoque un incendie. Retrouvé plus tard, il sauve une enfant de la noyade, ce qui le bouleverse et le pousse à accepter de retourner dans son époque. 
Jean-Baptiste, pensant qu'il est en danger dans le futur, se rend en 2107 sans permission. C'est un piège de l'Adversaire, qui essaye d'en faire un de ses sbires en le rendant amnésique. Lolater, en voulant le délivrer, trouve la mort, mais Jean-Baptiste parvient à retourner à son époque et à recouvrer sa mémoire. Attristé de la mort de Lolater, il rencontre son père qui lui apprend que Lucie s'est  mariée avec Jean-Baptise Carmes-Goursac, le véritable fils de Laurence. Il devient plus tard Gardien de la Porte des Anges, succédant au Frère Athanase. Quant à Lucie, elle ne vit plus d'aventure mais garde la responsabilité du clou maudit. Elle est troublée de ses sentiments naissant pour son futur mari mais comprend que ses sentiments pour Jean-Baptiste n'allaient pas au-delà de l'amitié. A la fin de sa vie, elle a récupéré le manuscrit de Jean-Baptiste et s'apprête à le confier à sa petite-fille.

## Univers
La Porte des Anges est placée dans un univers mélangeant fantastique et réel. Le héros, Jean-Baptiste, est confronté tout au long de la série à d'importantes situations qu'il ne comprend pas toujours très bien, et doit affronter des créatures démoniaques. Il se trouve ainsi plusieurs fois face à de véritables monstres, comme lorsque Astaroth, au début du Complot d'Éphèse, vient le terroriser en plein milieu de la nuit, ou encore lorsque l'Adversaire affronte Jean-Baptiste. La présence de créatures monstrueuses donne donc déjà un aspect fantastique au livre.
De plus, si l'histoire a principalement pour cadre le monde réel, elle se déroule aussi en partie dans le monde des anges, et met en scène tout un univers fictif basé sur ce monde parallèle. Ainsi, l'auteur crée toutes sortes de catégories d'anges ayant un rôle bien précis dans le monde angélique: les sécuritanges sont les combattants célestes chargés de la défense et du combat contre l'Adversaire et les démons, les nettoyanges sont des sécuritanges spéciaux dont le rôle est d'éviter un chaos temporel, les louanges sont créés dans le but de chanter éternellement la gloire de Dieu, les musicanges accompagnent ces derniers, les enquêtanges travaillent sur Terre afin de surveiller les démons... De même, outre les trois Archanges Michel, Gabriel et Raphaël, les noms des personnages angéliques inventés par Michael Dor forment des jeux de mots : le colonange Solanel, qui est le chef du Service des Opérations spéciales (SOS), le professange Skalpel, qui est le médecin céleste du SOS...
De nombreux autres éléments imaginaires apparaissent dans l'œuvre: il y a bien sûr les Portes des anges, passages de lumière permettant de voyager dans le temps et de passer du monde visible au monde invisible, et que l'on ne peut ouvrir qu'avec trois clés, les clous de la croix du Christ. D'autres objets magiques ont également une place importante dans l'intrigue, tel le crâne de cristal dont se sert l'Adversaire dans La Quatrième Clé pour fouiller les souvenirs de Jean-Baptiste et rester en contact avec le traître qu'il a placé à ses côtés, ou le poignard de souffrance qui amplifie la douleur de ses victimes et empêche le sang de se coaguler.
Les voyages dans le temps sont partie intégrante de la série. Jean-Baptiste en effectue plusieurs tout au long de l'histoire pour accomplir ses quêtes. Il voyage ainsi en actuelle Turquie et à Alexandrie au Ier siècle, à Paris en 1525, dans la Rome de Néron et dans le futur. Celui-ci est décrit avec précision dans La Morsure du temps, offrant un cadre là encore à la limite du réalisme et de l'imaginaire.

## Thèmes abordés
Les romans sont clairement d'inspiration chrétienne, bien sûr en raison du thème général, mais aussi par les valeurs et thèmes portés par le roman : 
- le libre arbitre et son corollaire direct : le combat spirituel (lutte intérieure). En effet, le plus grand ennemi du héros n'est pas tant Satan que lui-même, puisqu'il a ses faiblesses, découragements, énervements et coups de tête. De même, bien que les anges lui donnent les moyens matériels d'accomplir sa mission, il reste seul responsable de ses choix, bons ou mauvais, et dont les conséquences le dépassent
- l'amitié et le pardon nécessaire entre amis. La confiance entre Jean-Baptiste et ses proches est parfois mise à rude épreuve (par exemple, il laisse Lucie être enlevée par Faust, contre la possession de l'épée d'Asoth ; ou bien dans le tome 2, où il sait dès le départ que l'un de ses amis est un traître)
- le fait que le diable et les démons sont présentés comme des anges déchus, certes immortels, mais non divins, et pouvant donc être combattus et repoussés par l'homme.
- les dialectiques vérité-mensonge, amour-haine, orgueil-humilité, apparences-authenticité sont les thèmes récurrents de cette tétralogie et offrent une réflexion au lecteur
- les thèmes de l'amour, de la recherche de ses origines, des secrets de famille et des blessures familiales donnent à ces romans fantastiques une dimension très réaliste, proche des préoccupations des jeunes lecteurs (et des moins jeunes).

Sont aussi abordés les thèmes, classiques dans la littérature fantastique, des univers parallèles et du voyage dans le temps.

## Les personnages
- Jean-Baptiste Carmes

C' est un collégien ordinaire jusqu'à ce qu'il découvre l'une des clés de la porte des anges. Intrigué, il en parle à son amie Lucie qui l'emmène voir son parrain qui révèle être une sentinelle de la Porte des anges. Il se trouve embarqué malgré lui dans le combat entre les anges et l'Adversaire. Parallèlement, sa situation familiale compliquée le fragilise. Il découvre que son oncle est impliqué dans un trafic de drogues puis Euthyque lui apprend comment entrer en contact avec son père qu'il n'a jamais connu. À la suite de ses voyages temporels, l'Adversaire a cherché à se débarrasser de lui en le faisant enlever à sa naissance mais la femme qui devait s'occuper de cette besogne s'est contentée de l'échanger avec un autre nourrisson. À cause de Lolater, il a cru un moment qu'il épouserait Lucie mais le père de ce dernier lui a révèle que Lucie s'est mariée avec Jean-Baptiste Carmes-Goursac, le bébé qui avait été échangé avec Jean-Baptiste. Il est finalement entré à l'abbaye saint Placide avant de devenir le nouveau Gardien de la Porte des anges. 
- Lucie Oros

Elle est l'amie de Jean-Baptiste dès le début de la série. Ils se sont rapprochés à cause de leur goût commun pour le cinéma. QUand il lui parle d'une bizarre histoire dans laquelle il a récupéré un vieux clou, elle l'emmène voir son parrain Philippe qui prend la Clé avant de leur révéler la vérité. Courageuse et débrouillarde, elle se retrouve responsable de la quatrième Clé qui l'influence négativement pendant un temps. Pour le pallier, elle devient sentinelle de la Porte des anges. À la fin de la série, elle déménage à Paris où elle commence à fréquenter Jean-Baptiste Carmes-Goursac, d'abord en tant qu'amie, avant de développer des sentiments. C'est elle qui transmet ensuite la quatrième Clé et le récit de Jean-Baptiste à ses descendants. 
- Frère Athanase.

Officiellement, il est un simple moine bénédictin sans histoire. Il est en réalité le Gardien de la Porte des anges. À ce titre, il garde l'une des clés et est à la tête des l'ordre des Sentinelles. D'un caractère serein, son combat contre l'Adversaire est plus spirituel que physique. Il prend en charge en personne la formation de Jean-Baptiste en tant que sentinelle. Devenu paraplégique à cause de Lolater, il n'en garde pas moins sa bonne humeur.
- Philippe Oros.

Oncle et parrain de Lucie. Après une formation scientifique, il est devenu moine avant de devenir oblat  chez lui. Après avoir entendu l'histoire de Jean-Baptiste, il récupère la Clé égarée et la rend aux anges avant de mettre Jean-Baptiste en contact avec le frère Athanase. Très proche de sa filleule, il s'occupe de sa formation en tant que Sentinelle. 
- Lolater

Lolater est un descendant de Lucie et Jean-Baptiste Carmes-Goursac mais il est convaincu que c'est Jean-Baptiste son ancêtre. Il grandit en ayant une relation difficile avec son père qui le juge immature. Le manque d'attention de son père contribue à le faire entrer dans une bande de voyous. À la date où il était censé recevoir la charge de la Clé et du récit de Jean-Baptiste, son père reporte le moment à une date indéterminée ce qui le frustre et le blesse beaucoup. Après avoir volé l'héritage, il en prend connaissance mais n'y croit pas. Essayant de se débrouiller seul, il commence une relation amicale avec une fille Fanny qui est mère célibataire. Après avoir découvert la vérité, il arrive dans le passé pour rencontrer ses ancêtres. Tiraillé entre sa colère et le bien qui est en lui, il surveille de loin Lucie et Jean-Baptiste ne pouvant les aborder à cause des anges. Il empoisonne le frère Athanase et fait accuser Philippe Oros mais en même temps sauve Jean-Baptiste d'une agression.  Après une rencontre difficile à cause du caractère explosif de Lucie, accepter de retourner dans son époque. Mais là, il est poursuivi par l'Araignée, un mafieux, et son père est encore en colère à cause du vol de l'héritage. Voulant sauver Jean-Baptiste, il rencontre le frère Athanase, et les anges. Pour rendre ses souvenirs à Jean-Baptiste, il lui apporte le manuscrit de son récit pour dissiper les manipulations de l'Adversaire et succombe à ses blessures. 
- L'Adversaire

Immortel et capable de voyager dans la temps à cause de sa nature d'ange, son but est d'apporter le chaos et de détruire la foi chrétienne. Il utilise les anges et les humains corrompus. Dans la série, il a essayé de tuer saint Paul, de s'approprier la quatrième Clé ou  de faire passer une version de l'Apocalypse qu'il a trafiquée pour la véritable. Il a cherché à utiliser la loyauté de Jean-Baptiste pour le pousser vers la désobéissance.
- Euthyque.

Il s'agit du sosie parfait de Jean-Baptiste vivant au Ier siècle. Ressuscité par saint Paul, il reçoit de Dieu deux missions : avertir l'apôtre qu'un complot  vise à le tuer  à Éphèse et demander de l'aide  à Jean-Baptiste pour lequel il a un autre message. Pressé d'accomplir ses missions, il utilise la Clé de saint Pierre pour arriver au XXIe siècle mais sans prendre le temps de passer par le monde angélique. Enlevé par l'Adversaire, il est emmené au XVIe siècle où il est séquestré par Faust. Après sa libération, il va contribuer à sauver Laurence Carmes, la mère de Jean-Baptiste, capturée  par des narco-trafiquants. Ensuite, il fait diversion pendant que Jean-Baptiste transmet le message à saint Paul. On le revoit à Rome pendant le grand incendie dans le deuxième tome. Il se précipite pour sauver celui a la quatrième Clé mais arrive juste à temps pour recueillir ses dernières paroles. Dans les cavaliers du chaos, il est à la tête d'une petite communauté de moines dans le désert. Il échange de place avec Jean-Baptiste et habite quelques jours avec la famille de celui-ci. De retour à son époque, il va sauver Jean-Baptiste mais celui-ci a été empoisonné ce qui l'a rendu agressif et il poignarde Euthyque. Il écrit que la version l'Apocalypse est fausse et fait en sorte que le manuscrit parvienne jusqu'au XXIe siècle pour rétablir la vérité. 

## Lieux et époques visités

### Tome 1
- Éphèse, Turquie du Ier siècle
- Paris au Moyen Âge

### Tome 2
- Pyramides maya à l'époque actuelle
- Rome actuelle
- Rome sous Néron
- Les Saintes-Maries-de-la-Mer

### Tome 3
- Alexandrie au IIe siècle
- le Mont-Saint-Michel
- le Mont-Dol
- le Mont Gargan dans les Pouilles, en Italie

### Tome 4
- Tournon-Sur-Vise, dans le futur

## Adaptation BD
Une adaptation de la série en bande dessinée est sortie aux éditions Médiaspaul. L'illustrateur est Guillaume Albin et la scénariste Bénédicte Repain.
- Tome 1 : Le complot d’Éphèse, 2009
- Tome 2 : La quatrième clé - Première partie, 2012

## Traductions
Une première traduction de la série en polonais a été publiée en 2011.